# 东乡语
東鄉語是中國東鄉族的語言，屬於蒙古语系。该语言使用地區主要为甘肅省臨夏回族自治州的東鄉族自治縣和新疆伊犁哈薩克自治州的伊寧縣和霍城縣。
东乡语有大量汉语、突厥语、波斯语和阿拉伯语借词。以往认为东乡族有语言而无文字。2015年，甘肃省通过对东乡族语言和文字进行首次大规模系统调查，确认了东乡族拥有本民族文字。

## 族群、历史及现状
东乡语经过了原始蒙古语—中古西支蒙古语—蒙古尔语—东乡语的演变过程。该语言与保安语、土族语、托茂语关系较近，而与蒙古语关系稍远。
东乡人是一个多起源的民族，目前多认为东乡人起源于中亚的撒尔塔人以及信伊斯兰教的蒙古人。撒尔塔人是12至13世纪中亚撒尔塔地区信仰伊斯兰教的各种族群的泛称，他们操突厥语、伊朗语等语言，并不说蒙古语族的语言。1219年，蒙古帝国征服撒尔塔地区，将大批撒尔塔人编入军队，撒尔塔人与蒙古军队一同作战，此后蒙古人给予撒尔塔人仅次于蒙古人的优厚待遇。13世纪中后期，撒尔塔人在甘肃河州一带屯垦，转为民户。以这些就地屯垦的撒尔塔人和当地伊斯兰化的蒙古人为主体，融合汉人和藏人，逐渐于元末明初形成了东乡人。由于撒尔塔人本身语言并不统一，加之周边说不同语言的民族的融入，东乡族逐渐放弃突厥语、伊朗语等，改以蒙古语族语言为共同语。
甘肃东乡族自治县境内的东乡族多数处于单一语言环境中，其教育状况特别是汉语教育状况较中国其他民族差，文盲率很高，多数学龄前儿童不会说汉语，而大多能掌握东乡语。根据一些学者在2017年于东乡族自治县春台乡的调查，当地东乡人几乎全部会说东乡语，他们把东乡语视为最重要的语言，对本民族语言具有很高的认同感。新疆、青海和宁夏也有东乡语使用者分布，其中新疆特别是伊犁一带仍有较大的东乡语社区，这些东乡人主要是清朝平定准噶尔汗国之后被清政府迁徙而来的。在新疆，聚居较集中的东乡人能掌握一定的东乡语，亦能掌握汉语、维吾尔语、哈萨克语和锡伯语等其他民族语言，而东乡人分布分散的地区则多完全转用汉语。

## 音系

### 辅音
东乡语有29个辅音音位，在音节中仅有单辅音而无复辅音。阿·伊布拉黑麦、布和等学者认为东乡语中的塞音塞擦音有清浊对立，而马国良、刘照雄等学者则认为东乡语塞音塞擦音无清浊对立，有送气对立。经过声学分析，东乡语中塞音并无浊音，东乡语中的塞音和塞擦音与普通话一样都是清音且仅存在送气对立。
东乡语的辅音音位如下表所示。
|            |            | 双唇音 | 唇齒音 | 齿龈音 | 捲舌音 | 硬腭音 | 软腭音 | 小舌音 | 聲門音 |
| ---------- | ---------- | ------ | ------ | ------ | ------ | ------ | ------ | ------ | ------ |
| 塞音       | 不送气     | p      |        | t      |        |        | k      | q      |        |
| 塞音       | 送氣       | pʰ     |        | tʰ     |        |        | kʰ     | qʰ     |        |
| 擦音       | 清音       |        | f      | s      | ʂ      | ɕ      | x      |        | h      |
| 擦音       | 濁音       |        |        |        | ʐ      |        |        | ʁ      |        |
| 塞擦音     | 不送气     |        |        | t͡s     | t͡ʂ     | t͡ɕ     |        |        |        |
| 塞擦音     | 送气       |        |        | t͡sʰ    | t͡ʂʰ    | t͡ɕʰ    |        |        |        |
| 鼻音       | 鼻音       | m      |        | n      |        |        | ŋ      |        |        |
| 近音、边音 | 近音、边音 | w      |        | l      |        | j      |        |        |        |
| 颤音       | 颤音       |        |        | r      |        |        |        |        |        |

### 元音
东乡语有7个单元音和许多复元音，其中ə与ɯ可能是同一个音位。东乡语也无长短元音的对立。 
在元音和谐律方面，东乡语拥有阳性、中性和阴性三种元音，阳性元音为ɑ、中性元音有i、u、阴性元音有ə、o。与多数蒙古语族语言不同，东乡语的元音和谐并不严整，仅用于少数词汇，因而其元音和谐律已经趋向瓦解，有些学者甚至认为东乡语的元音和谐已经消失，仅在构词表现出了一些遗存。
东乡语的单元音如下图所示。
|        | 前元音 | 央元音 | 央元音 | 后元音 | 后元音 |
| 一般   | 前元音 | 卷舌   | 展唇   | 圆唇   |        |
| ------ | ------ | ------ | ------ | ------ | ------ |
| 高元音 | i      |        |        | ɯ      | u      |
| 中元音 |        | ə      | ɚ      |        | o      |
| 低元音 |        |        |        | ɑ      |        |

## 词汇来源
东乡语中词汇的来源极为丰富。其中蒙古语族词汇和汉语借词最多，除此之外还有突厥语、波斯语、阿拉伯语和藏语借词。由于东乡人的主要来源中亚撒尔塔人，这些撒尔塔人后来转用蒙古语族语言，因而有些学者认为东乡语中的突厥语、波斯语、阿拉伯语词汇并不应该被视为借词，而是东乡语保留下来的底层词汇。由于新疆东乡人长期与维吾尔族等民族杂居，新疆东乡语中有着一定量的维吾尔语借词，这也是新疆东乡语与甘肃东乡语的主要区别。

## 方言
东乡语方言口音差异不大，根据语音和词语差异，可将东乡语分为锁南坝土语、汪家集土语和四甲集土语。这三种土语可以互通。其中锁南坝土语分布于东乡族自治县大部分地区以及临夏县、和政县等地，使用人数占东乡语总使用人口的约一半；汪家集、四甲集土语的使用者则分别占三成和两成。新疆和甘肃均有三种土语分布。
三种土语的差别很细微，相互之间可以完全互通。在语法上三种土语完全一致，在语音上，汪家集土语的部分词汇元音卷舌色彩重。词汇方面，三种土语之间的差异主要是词汇来源不同导致的，如锁南坝土语的的“粘合”一词使用汉语借词、“碎”则使用东乡语固有词，汪家集土语则相反。

## 文字
东乡语目前主要有东乡语记音符号和“小经”两种书写系统。前一种以拉丁字母书写，是暂定的东乡语官方书写系统，这套记音符号以汉语拼音方案为基础制定并于1994年通过甘肃省少数民族语言文字工作办的认定。但这套文字仅作为临时的记音方案，主要用于编写词典和学校教学，2002年至2012年间。东乡族自治县曾以东乡语记音符号为文字进行东乡语和汉语双语教学实验，但最终因为经费不足等原因而终止。
在民间，少数东乡人以阿拉伯字母拼写东乡语，这套文字被称为“土话小经”或“小经”，用在注释经文、书信及记录民间故事、诗歌等各个方面。在2015年之前，尽管学者们已经意识到了东乡语小经的存在，但多数学者并不认为这是一种成熟文字，自2015年开始，土话小经才引起的学者的注意。“土话小经”有35个字母、9个附加符号和3个标点符号。土话小经没有经过规范化，没有字母表，书写有很大随意性，存在一字多音或者一音多字的现象。对于阿拉伯语和波斯语的借词，土话小经以原词的书写方法书写，因而存在许多仅仅书写借词的字母。和回族小经类似，东乡语土话小经以音节为单位连写。
学者推断东乡语土话小经于14、15世纪在回族小儿经的启发下产生。目前已知最早的以东乡语小经书写的作品为清中前期东乡族宗教学者马哈三的札记。根据学者于2014年至2015年的调查，有约14.44%的甘肃东乡人能拼读“小经”，其中三分之一能熟练使用。一些学者正在收集整理土话小经，以期经过规范化后形成一种以阿拉伯字母书写的正式的东乡语文字。但至今东乡语仍然主要作为口语使用，土话小经和东乡语记音符号均不普及，会汉语的东乡人多以汉语为书面语言。有时东乡人也会用同音汉字表示东乡语词汇、甚至用汉字写东乡语对联。

### 引用
1. ↑  Hammarström, Harald; Forkel, Robert; Haspelmath, Martin; Bank, Sebastian (编). . . Jena: Max Planck Institute for the Science of Human History. 2016.
2. ↑  UNESCO Atlas of the World's Languages in danger, UNESCO
3. ↑  . 中时电子报. 2014-12-11  [2019-04-06]. （原始内容存档于2020-12-09）.
4. ↑  马永峰；马兆熙. . 民族论坛. 2015, (3)  [2019-04-15]. （原始内容存档于2019-04-15）.
5. 1 2  . 央视新闻.   [2019-04-13]. （原始内容存档于2019-04-13）.
6. 1 2  钱丽花. . 中国作家网. 中国民族报. 2015-12-18  [2019-04-06]. （原始内容存档于2020-12-09）.
7. ↑  新疆维吾尔自治区民族语言文字工作委员会 2002，第290頁
8. ↑  谢小冬; 王勋陵; 安黎哲 2002
9. ↑  马志勇 1983，第31-48頁
10. ↑  包萨仁 2017，第26頁
11. ↑  新疆维吾尔自治区民族语言文字工作委员会 2002，第285-286頁
12. ↑  张丽;杨婷 2017，第91-95頁
13. ↑  新疆维吾尔自治区民族语言文字工作委员会 2002
14. ↑  张瑞珊 2009，第921頁
15. ↑  张瑞珊 2009，第922頁
16. 1 2  Field (1997)，第37頁.
17. ↑  那德木德 1982
18. ↑  布和 1983，第25頁
19. ↑  德力格尔玛，波·索德 2006，第10-11頁
20. ↑  布和 1983，第24頁
21. ↑  新疆维吾尔自治区民族语言文字工作委员会 2002，第292-293頁
22. ↑  徐丹; 文少卿; 谢小冬 2012，第60頁
23. 1 2  新疆维吾尔自治区民族语言文字工作委员会 2002，第294頁
24. 1 2  刘照雄 1981，第4-5頁
25. 1 2  . www.huaxia.com. 华夏经纬网. 2014-12-12  [2019-04-05]. （原始内容存档于2015-03-30）.
26. ↑  . news.163.com.   [2019-04-05].[永久]
27. ↑  马永峰 2018，第49-51頁
28. ↑  马自祥 2005，第98-107頁
29. ↑  . www.xinhuanet.com.   [2019-04-13]. （原始内容存档于2019-04-13）.
30. ↑  阿·伊布拉黑麦·陈元龙 2015，第61頁
31. ↑  阿·伊布拉黑麦·陈元龙 2015，第66頁
32. ↑  阿·伊布拉黑麦·陈元龙 2015，第63頁
33. ↑  阿·伊布拉黑麦·陈元龙 2015，第62頁
34. ↑  . 广西民族报网. 兰州日报. 2015-12-14  [2019-04-06]. （原始内容存档于2020-12-09）.
35. ↑  . 中新网. 2016-05-16  [2019-04-05]. （原始内容存档于2020-12-09）.
36. ↑  . 凤凰网资讯. 兰州晨报. 2014-08-09  [2019-04-06]. （原始内容存档于2020-12-09）.

#### 期刊
- 阿·伊布拉黑麦·陈元龙. . 西北民族研究. 2015, 4. doi:10.16486/j.cnki.62-1035/d.2015.04.008.
- 马自祥. . 西北民族研究. 2005, (3). doi:10.3969/j.issn.1001-5558.2005.03.010.
- 马永峰. . 中国民族教育. 2018, 232 (11): 51–53. doi:10.16855/j.cnki.zgmzjy.2018.11.017.
- 曹建华，陈其斌. . 青海民族研究. 2011, (4). doi:10.3969/j.issn.1005-5681.2011.04.003.
- 马志勇. . 西北民族大学学报（哲学社会科学版）. 1983, (1).
- 谢小冬; 王勋陵; 安黎哲. . 民族研究. 2002, (1).
- 徐丹; 文少卿; 谢小冬. . 民族语文. 2012, (3): 59–65.
- 张丽; 杨婷. . 兰州交通大学学报. 2017, 36 (5): 71–75. doi:10.3969/j.issn.1001-4373.2017.05.017.
- 张瑞珊. . 科技信息. 2009, (33): 921–922. doi:10.3969/j.issn.1001-9960.2009.33.716.

- 布和. . 民族语文. 1983: 24–30.
- 那德木德. . 西北民族大学学报 哲学社会科学版. 1982, (3): 64–72.

#### 图书
- 新疆维吾尔自治区民族语言文字工作委员会. . 北京: 北京语言大学出版社,. 2002.12. ISBN 7-5619-1128-9.
- 聂鸿音. . 北京: 语文出版社. 2003. ISBN 978-7-80184-780-5.
- 包萨仁. . 北京: 中国国际广播出版社. 2017-06. ISBN 978-7-5078-4024-7.
- 刘照雄. . 北京: 民族出版社. 1981-10.
- 德力格尔玛; 波·索德. . 北京: 中央民族大学出版社. 2006-08. ISBN 7-81108-256-X.